# Sinibaldo Doria
Sinibaldo Doria (Genova, 21 settembre 1664 – Benevento, 2 dicembre 1733) è stato un cardinale e arcivescovo cattolico italiano.

## Biografia
Sinibaldo Doria nato a Genova in seno all'illustre famiglia fu battezzato il 24 settembre 1664. Compì gli studi a Siena dove ottenne la laurea in utroque iure nel 1688.
Dopo aver ricoperto diverse importanti cariche, fra cui quella di vice-legato a Avignone dal 1706 al 1711, fu nominato cardinale nel concistoro del 24 settembre 1731 da papa Clemente XII con il titolo di San Girolamo dei Croati. Poco prima, il 21 maggio 1731, era stato eletto arcivescovo di Benevento dallo stesso Clemente XII.
Morì il 2 dicembre 1733 a Benevento dove fu sepolto nella cattedrale.
Nella Galleria Doria Pamphilj e in casa dei marchesi Doria Lamba si conserva un suo ritratto.

## Genealogia episcopale
La genealogia episcopale è:
- Cardinale Scipione Rebiba
- Cardinale Giulio Antonio Santori
- Cardinale Girolamo Bernerio, O.P.
- Arcivescovo Galeazzo Sanvitale
- Cardinale Ludovico Ludovisi
- Cardinale Luigi Caetani
- Cardinale Ulderico Carpegna
- Cardinale Paluzzo Paluzzi Altieri degli Albertoni
- Cardinale Gaspare Carpegna
- Cardinale Fabrizio Paolucci
- Cardinale Sinibaldo Doria